# سوفوروف
سوفوروف (بالروسية: Суворов) هي إحدى مدن روسيا في الكيان الفدرالي الروسي تولا أوبلاست.